# Stef Stuntpiloot
Stef Stuntpiloot (ook wel bekend als Looping Louie) is een gezelschapsspel uitgegeven door Hasbro.
Het is een spel voor twee tot vier spelers. Het bestaat uit een soort kruis, met vier wippen en kippenhouders. Midden in dit kruis zit een batterijgedreven aansturing voor het vliegtuig van Stef.

## Spelregels
Iedere speler krijgt een drietal kippen. Het is de bedoeling om de kippen van de tegenstanders zo snel mogelijk van het dak van de schuur te spelen. Dit is te doen door Stef op de kip van de tegenstander te laten landen. Elke landing op een kip betekent namelijk dat deze kip afvalt. Degene die zijn kippen het langst houdt wint.
Stef is door middel van de wip omhoog te duwen. Door dit op het juiste moment te doen, is Stef redelijk goed op andermans kippen af te sturen. Ook kan hiermee worden voorkomen dat hij op de eigen kippen landt, met als gevolg dat deze verloren gaan.

## Populariteit
Hoewel het spel is bedoeld voor kinderen van een jaar of vier, wordt het ook gespeeld door studenten. Zo werd op 10 januari 2008 voor het eerst een Nederlands studentenkampioenschap gehouden in Groningen. Op 26 maart 2009 werd opnieuw gestreden voor de titel 'Nederlands Studentenkampioen Stef Stuntpiloot', ditmaal in Tilburg en een jaar later in Eindhoven. Op 24 maart 2011 werd er in Delft gestreden om de titel.